# Miss Turismo Internacional
O Miss Turismo Internacional (MTI) é um concurso de beleza feminino realizado anualmente desde 1994 na Malásia - com exceção da edição de 2006, realizada na China. O certame, que reúne dezenas de países todos os anos, tem a finalidade de eleger a melhor candidata para que esta sirva como embaixadora do turismo internacional durante seu reinado. O concurso não foi realizado em três ocasiões e o Brasil participa do evento desde 1995, tendo se ausentado em algumas edições. 
A atual vencedora é a Miss Brasil Maria Carolina Balicki Vinharski. 
Nota: leia também o artigo Miss Tourism Queen of the Year International (Miss Tursimo Rainha do Ano) título dado algumas vezes às finalistas do Miss Turismo Internacional.

## Fatos históricos e curiosidades
- O concurso não foi realizado nos anos de 1996, 1997, 2007 e 2015;
- A Ásia é o continente com mais títulos, tendo 10 no total, seguido da Europa, com 7 vencedoras;

- Com cinco títulos, as Filipinas são o maior vencedor do concurso, tendo levado sua primeira coroa em 2000 com Maria Esperanza Manzano. Ela também foi a primeira asiática a vencer; [2] [3]
- O primeiro back-to-back, quando o mesmo país vence consecutivamente, aconteceu em 1998-1999, quando duas polonesas levaram a coroa;
- O segundo back-to-back aconteceu nos anos 2012 e 2013, quando duas filipinas foram coroadas;
- Além do título principal, as finalistas recebem os títulos de Miss Tourism Global, Miss Tourism Cosmopolitan, Miss Tourism Metropolitan e Miss Tourism Queen of the Year, sem ordem específica; [4] [3]
- A filipina Rizzini Gomes, MTI 2012, faleceu em outubro de 2015 de um linfoma detectado em 2014. É até agora, (fev 2021) a única MTI a ter falecido; [5]
- Em 2020, a edição foi totalmente on-line, devido à pandemia de covid-19; [1]
- Em 2020, com o título da Miss Brasil, uma latino-americana ganhou a faixa pela segunda vez. A primeira havia sido a venezuelana Faddya Troisi em 2014. [1]

## Vencedoras

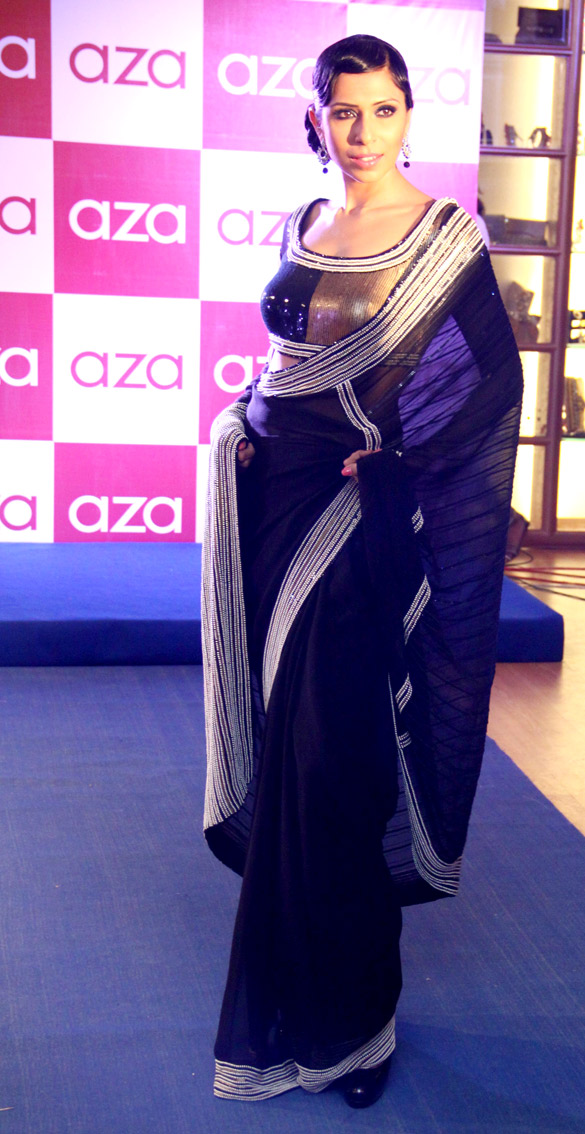
Miss Tourism 2001 Candice Pinto.
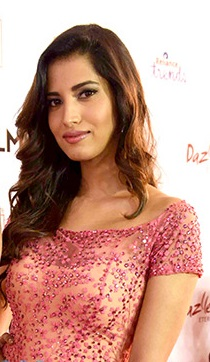
Miss Tourism 2008 Manasvi Mamgai.
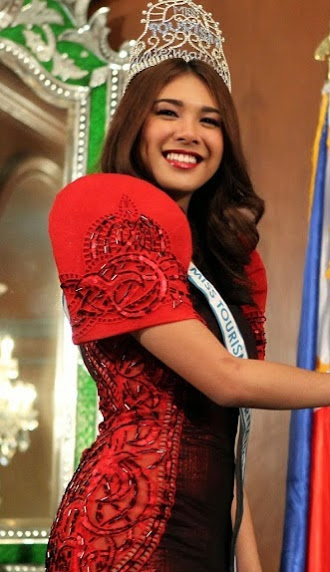
Miss Tourism 2014 Angeli Gómez.

Nota: veja a lista de vencedoras no webstite oficial
| Ano  | País/Territorio | Miss Tourism International       | Local                    | Data da fina              | Número de concorrentes | Notas e referências                                     |
| ---- | --------------- | -------------------------------- | ------------------------ | ------------------------- | ---------------------- | ------------------------------------------------------- |
| 1994 | Austrália       | Michelle Leigh Holmes            | Kuching, Sarawak,Malásia | May 6, 1994               | 23                     |                                                         |
| 1995 | Grécia          | Maria Pateli                     | Langkawi Island, Malásia | March 24, 1995            | 28                     |                                                         |
| 1998 | Polónia         | Roksana Węgiel                   | Selangor, Malásia        | March 30, 1998            | 30                     |                                                         |
| 1999 | Polónia         | Agnieszka Zakreta                | Selangor, Malásia        | October 30, 1999          | 30                     | [ 6 ]                                                   |
| 2000 | Filipinas       | Maria Esperanza Manzano          | Selangor,Malásia         | November 19, 2000         | 36                     | [ 2 ]                                                   |
| 2001 | Índia           | Candice Pinto                    | Selangor, Malásia        | December 31, 2001         | 38                     |                                                         |
| 2002 | Tailândia       | Piyanuch Khamboon                | Selangor, Malásia        | December 31, 2002         | 26                     | [ 7 ]                                                   |
| 2003 | África do Sul   | Angela Beck                      | Selangor, Malásia        | December 31, 2003         | 45                     |                                                         |
| 2004 | Estados Unidos  | Megha Nabe                       | Selangor, Malásia        | December 31, 2004         | 52                     |                                                         |
| 2005 | França          | Isabelle Lamant                  | Selangor, Malásia        | December 31, 2005         | 52                     |                                                         |
| 2006 | Roménia         | Florina Manea                    | Guangdong, China         | November 12, 2006         | 56                     |                                                         |
| 2008 | Índia           | Manasvi Mamgai                   | Selangor, Malásia        | December 31, 2008         | 60                     |                                                         |
| 2009 | Alemanha        | Sarah Elzanowski                 | Selangor, Malásia        | December 31, 2009         | 58                     |                                                         |
| 2010 | Países Baixos   | Nathalie den Dekker              | Selangor, Malásia        | December 31, 2010         | 58                     |                                                         |
| 2011 | Malásia         | Aileen Gabriella Robinson        | Selangor, Malásia        | December 31, 2011         | 60                     |                                                         |
| 2012 | Filipinas       | Rizzini Alexis Gomez†            | Selangor, Malásia        | December 31, 2012         | 60                     |                                                         |
| 2013 | Filipinas       | Angeli Dione Gomez               | Putrajaya, Malásia       | December 31, 2013         | 56                     | [ 8 ]                                                   |
| 2014 | Venezuela       | Faddya Halabi Troisi             | Putrajaya, Malásia       | December 31, 2014         | 62                     |                                                         |
| 2016 | Nova Zelândia   | Ariel Pearse                     | Putrajaya, Malásia       | December 31, 2016         | 60                     | Nota: consulte o artigo Miss Turismo Internacional 2016 |
| 2017 | Filipinas       | Jannie Loudette Alipo-on         | Selangor, Malásia        | December 6, 2017          | 46                     | Nota: consulte o artigo Miss Turismo Internacional 2017 |
| 2018 | Indonésia       | Astari Vernideani                | Petaling Jaya, Malásia   | December 22, 2018         | 45                     |                                                         |
| 2019 | Filipinas       | Cyrille Payumo                   | Petaling Jaya, Malásia   | November 8, 2019          | 38                     | [ 3 ]                                                   |
| 2020 | Brasil          | Maria Carolina Balicki Vinharski | Petaling Jaya, Malásia   | January 17, 2021 (Online) | 31                     | [ 1 ]                                                   |

- Miss Tourism 2001
Candice Pinto.
- Miss Tourism 2008
Manasvi Mamgai.
- Miss Tourism 2014
Angeli Gómez.

## Conquistas por país
| País           | Títulos | Vitórias                     |
| Filipinas      | 5       | 2000, 2012, 2013, 2017, 2019 |
| Índia          | 2       | 2001, 2008                   |
| Polônia        | 2       | 1998, 1999                   |
| Brasil         | 1       | 2020                         |
| Indonésia      | 1       | 2018                         |
| Nova Zelândia  | 1       | 2016                         |
| Venezuela      | 1       | 2014                         |
| Malásia        | 1       | 2011                         |
| Holanda        | 1       | 2010                         |
| Alemanha       | 1       | 2009                         |
| Romênia        | 1       | 2006                         |
| França         | 1       | 2005                         |
| Estados Unidos | 1       | 2004                         |
| África do Sul  | 1       | 2003                         |
| Tailândia      | 1       | 2002                         |
| Grécia         | 1       | 1995                         |
| Austrália      | 1       | 1994                         |

## Desempenho lusófono

### Miss Tourism International Brazil
Por alguns anos coube à organização do Miss Brasil Mundo enviar a candidata, mas atualmente (2021) o detentor dos direitos no Brasil é Marcelo Ramos. 
O Brasil não enviou candidata nos anos de 1994, 1998, 2001, 2005 e 2012, sendo conhecidas as candidatas abaixo: 
| Ano  | Representante                    | Estado              | Colocação              |
| 1995 | Sueli Rodrigues                  | Rio Grande do Norte |                        |
| 1999 | Gislaine Sera Meiga              | Paraná              |                        |
| 2000 | Gisleide Carloto Bieda           | Paraná              |                        |
| 2002 | Vanessa Rumor                    | Paraná              |                        |
| 2003 | Iara Jereissati                  | Minas Gerais        |                        |
| 2004 | Laura Micaela Leite              | Ceará               |                        |
| 2006 | Juliane Ramalho                  | Paraíba             | Semifinalista (Top 08) |
| 2008 | Cibele Franczak                  | Paraná              | 2º. Lugar              |
| 2009 | Thays Calmon Neves               | Rio de Janeiro      | 3º. Lugar              |
| 2010 | Suelen Caroline Corrêia          | Paraná              |                        |
| 2011 | Mariana de Albuquerque           | Mato Grosso         | Semifinalista (Top 10) |
| 2013 | Paloma Garzedim Vega             | Bahia               | Semifinalista (Top 20) |
| 2014 | Érica Henrique da Silva          | Paraná              |                        |
| 2016 | Thainá Magalhães                 | Distrito Federal    | 2º. Lugar              |
| 2017 | Júlia do Vale Horta              | Minas Gerais        | 5º. Lugar              |
| 2018 | Gabrielli Frozza                 | Santa Catarina      |                        |
| 2019 | Shaienne Borges                  | Paraná              |                        |
| 2020 | Maria Carolina Balicki Vinharski | Paraná              | Vencedora              |

#### Prêmios Especiais
- Miss Fotogenia: Thays Neves (2009)

- Melhor em Traje Típico: Juliane Ramalho (2006)

- Miss Embaixadora Langkawi: Júlia Horta (2017)

- (Top 10) Melhor em Talento: Thainá Magalhães (2016)

### Miss Tourism International Portugal
Abaixo todas as representantes portuguesa que disputaram os concursos e suas classificações:
| Ano  | Representante      | Distrito        | Colocação              | Notas                                                                     |
| 2010 | Maria Luz da Silva | Lisboa          |                        | Maria da Luz nasceu em Caracas, na Venezuela. Seus pais são portugueses.  |
| 2011 | Ana Cláudia Santos | Lisboa          | Semifinalista (Top 15) |                                                                           |
| 2012 | Geraldine Zawisla  | Lisboa          |                        | Geraldine nasceu em Paris, na França, mas vive desde pequena em Portugal. |
| 2013 | Sara Matias        | Açores          | Semifinalista (Top 10) |                                                                           |
| 2014 | Alina Zhepko       | Açores          |                        |                                                                           |
| 2016 | Vanessa Sousa      | Ilha da Madeira |                        |                                                                           |
| 2017 | Miriam Pedroso     | Lisboa          |                        |                                                                           |

#### Prêmios Especiais
- Miss Elegância Proton: Sara Matias (2013)